# Rona Jaffe
Pour les articles homonymes, voir Jaffe.
Rona Jaffe, née 12 juin 1931 à Brooklyn et morte le 30 décembre 2005 à Londres, est une romancière américaine.

## Biographie
Originaire de New York, Rona Jaffe est l’enfant unique de Samuel Jaffe, directeur d'une école primaire, et de Diana Ginsberg. Son grand-père est un magnat du bâtiment, à l’origine notamment de la construction de l'hôtel Carlyle. Elle grandit dans un milieu aisé dans l'Upper East Side de Manhattan. En 1951, elle obtient son diplôme du Radcliffe College.
En 2005, Rona Jaffe décède à Londres des suites d'un cancer, à l'âge de 74 ans.

## Carrière littéraire
En 1958, Rona Jaffe publie son premier ouvrage, The Best of Everything, alors qu'elle travaille comme rédactrice adjointe chez Fawcett Publications. Dès 1959, le scénario de The Best of Everything (Rien n'est trop beau) est adapté au cinéma par Jean Negulesco, avec notamment l’actrice Joan Crawford dans le rôle principal. L’ouvrage est régulièrement cité comme l’une des inspirations phare de la série Sex and the City,,.
Dans les années 1960, elle est l’autrice de différentes pièces culturelles pour le magazine culturel Cosmopolitan, sous la direction d’Helen Gurley Brown,.
En 1981, Rona Jaffe publie Mazes and Monsters. Le récit, écrit à une époque où l’opinion américaine commence seulement à s'inquiéter d'effets présentés comme négatifs des jeux de rôle (RPG), s’appuie sur la popularité de l'un d'eux, Donjons & Dragons. Il était avancé, à cette époque aux États-Unis, que ces jeux provoqueraient la désorientation et les hallucinations des joueurs, les incitants à la violence et aux tentatives de suicide. Le roman serait librement inspiré des comptes rendus de presse de l'"incident du tunnel de vapeur" de 1979, impliquant la disparition de James Dallas Egbert III, un étudiant à l'université de l'État du Michigan, passionné par Donjons & Dragons,.
Un après sa publication, Mazes and Monsters est adapté par la chaîne de télévision CBS, dans lequel Tom Hanks, alors âgé de vingt-six ans, fait l'une de ses premières apparitions dans une production cinématographique.

## Reconnaissance
Le prix des écrivains de la Fondation Rona Jaffe ou Rona Jaffe Foundation Writers’ Awards, est un prix littéraire décerné chaque année aux femmes écrivains débutantes. Créée en 1995 par Rona Jaffe, la Fondation offre des bourses aux écrivains de poésie, de fiction et de non-fiction créative. Ce programme permet également à de nombreuses femmes à se construire une vie d'écrivaine réussie en leur offrant des encouragements et un soutien financier à un moment critique,.